# 交響曲第6番 (アッテルベリ)
交響曲第6番ハ長調作品31は、クット・アッテルベリが作曲した交響曲で、彼の名を国際的に知らしめた出世作である。

## 概要
英コロムビア・レコードが企画したシューベルト没後100年記念作曲コンクールのために、1927年から1928年にかけて作曲された。本作がコンクールで優勝し、アッテルベリは1万ドルを獲得したため、「ドル交響曲」の異名を持つ。コンクールは当初、シューベルトの未完成交響曲の補筆を競わせるというものであったが、顰蹙を買ったために頓挫した。
初演は1928年10月16日、ケルンにてヘルマン・アーベントロートの指揮で行われた。日本初演は2009年3月20日、児玉宏指揮大阪シンフォニカー交響楽団の定期演奏会にて行われた。
終楽章の主題はコンクールの前に書かれたスケッチを元にしている。

## 楽器編成
フルート3（第3はピッコロ持ち替え）、オーボエ2、クラリネット2、ファゴット2、ホルン4、トランペット3、トロンボーン3、チューバ、ティンパニ、打楽器、ハープ、弦五部

## 演奏時間
約33分。

## 楽曲構成
- 第1楽章 Moderato
ソナタ形式。 弦の伴奏の上でホルンと木管が第1主題を提示した後、下降音による第2主題を経て民謡風の第3主題が現れる。
- 第2楽章 Adagio
- 第3楽章 Vivace

## 音源
- アリ・ラシライネン指揮 ハノーファー北ドイツ放送フィルハーモニー管弦楽団によるCDなどが比較的知られている。